# DSA-182
La DSA-182 es una carretera perteneciente a la Red Secundaria de la Diputación Provincial de Salamanca que une la  N-630  con la localidad de Palomares.

## Origen y Destino
La carretera  DSA-182  tiene su origen en Béjar en la intersección con la carretera  N-630 , y termina en el casco urbano de Palomares, formando parte de la Red de carreteras de Salamanca.